# ボスニア・ヘルツェゴビナ連邦の県
ボスニア・ヘルツェゴビナ連邦の県（ボスニア・ヘルツェゴビナれんぽうのけん）では、ボスニア・ヘルツェゴビナ共和国を構成する構成体（エンティティ）のひとつであるボスニア・ヘルツェゴビナ連邦の地方行政区画である県（ボスニア語: Kanton、クロアチア語: županija、セルビア語: кантон、英語: Canton、日本語ではカントンの表記も）について記述する。
ボスニア・ヘルツェゴビナ共和国は、ボスニア・ヘルツェゴビナ連邦とスルプスカ共和国の2つの構成体からなっている。そのうち、ボスニア･ヘルツェゴビナ連邦には10個の県が設置されている。各県の下には基礎自治体（オプチナ、ボスニア語: Općina、クロアチア語: Općina、セルビア語: Општина）がおかれている。一方、スルプスカ共和国には県は置かれていない。

## 県の一覧
それぞれの県は独自の行政府を持ち、知事を首班とする内閣によって地域行政を担っている。10個ある県のうち5県（ウナ＝サナ県、トゥズラ県、ゼニツァ＝ドボイ県、ボスニア・ポドリニェ県、サラエヴォ県）はボシュニャク人が多数、3県（ポサヴィナ県、西ヘルツェゴビナ県、第十県）はクロアチア人が多数、2県（ヘルツェゴビナ・ネレトヴァ県、中央ボスニア県）では両者が拮抗し、特定の多数派が存在しない。
1. ウナ＝サナ県（Una-Sana Canton / Unsko-sanski kanton）
2. ポサヴィナ県（Posavina Canton / Posavski kanton）
3. トゥズラ県（Tuzla Canton / Tuzlanski kanton）
4. ゼニツァ＝ドボイ県（Zenica-Doboj Canton / Zeničko-dobojski kanton）
5. ボスニア・ポドリニェ県（Bosnian Podrinje Canton / Bosansko-podrinjski kanton）
6. 中央ボスニア県（Central Bosnia Canton / Kanton Srednja Bosna）
7. ヘルツェゴビナ＝ネレトヴァ県（Herzegovina-Neretva Canton / Hercegovačko-neretvanski kanton）
8. 西ヘルツェゴビナ県（West Herzegovina Canton / Zapadno-hercegovački kanton）
9. サラエヴォ県（Sarajevo Canton / Kanton Sarajevo）
10. 第十県（Canton 10 / Kanton 10）

注:ボスニア・ヘルツェゴビナ連邦ではボスニア語、クロアチア語、セルビア語が憲法の定める公用語となっている。上記県名は英語およびボスニア語で書かれている。セルビア語での名称はボスニア語と同一であり、キリル文字を使って書かれる。また、クロアチア語での名称は「県」を「Kanton」ではなく「županija」とするなど、これとは若干異なっている。